# Шпичинці (Бердичівський район)
Шпи́чинці — село в Україні, у Бердичівському районі Житомирської області. За даними перепису 2001 року чисельність населення становить 564 особи. На 2019 населення становило 407 осіб.

## Географія
Селом протікає річка Постіл.

## Історія
За легендою назва села походить від прізвища козака Шпички який жив на цьому місці.
Перші згадки про село датовані XVI ст., (засноване 1611 року), зокрема село позначено на карті Речі Посполитої під назвою «Sxpicxyńce». А знахідки на території села датовані ще більш раннім періодом — XII—XIV століть.
На карті періоду Російської імперії 1907 року село позначено як «Спичинцы» (Вчорайшанська волость).
Народні назви вулиць села також мають географічну або історичну складову.
На почату XX століття біля села знаходились хутори, один з яких був хутір Рибіцьких (по вулиці Першотравнева).
В селі діяв водяний млин і вітряк, економія, церква.

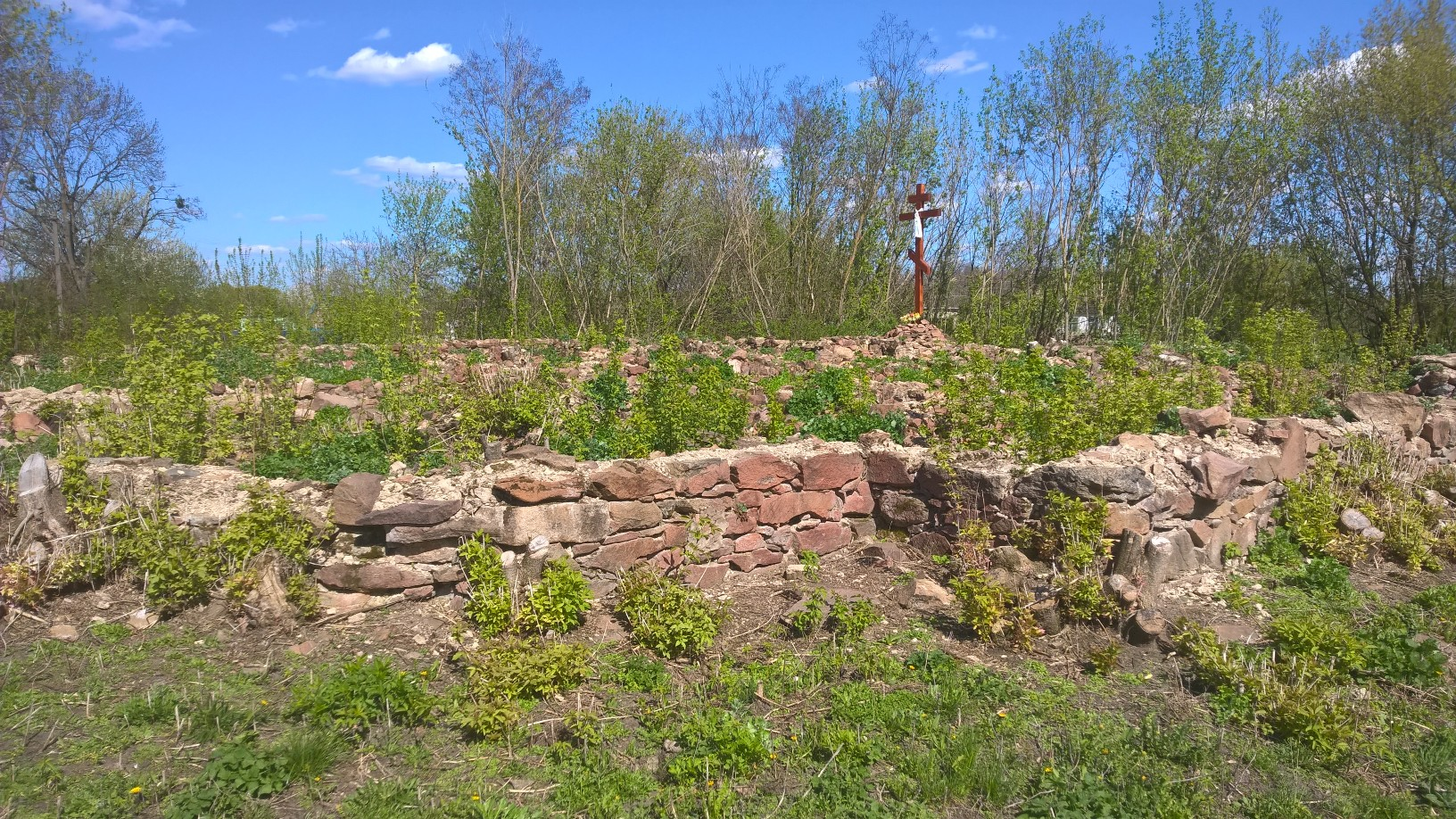
Фундамент старої церкви

В центрі села знаходився маєток, збудований у 1810 році паном Маршицьким.
Радянську окупацію було встановлено у січні 1918 року.
Створено колгосп імені А. О. Жданова. Господарство — зерново-бурякового напряму.
1927 року організовано ТСОЗи «Надія» і «Червоні орли».
На фронтах німецько-радянської війни брали участь 326 жителів села, з них 153 — загинуло, 117 — відзначено орденами й медалями.
1950 року встановлено обеліск Слави воїнам-визволителям села, а 1965 року — воїнам-односельцям, які віддали життя за Батьківщину.
За радянських часів в селі працювала восьмирічна школа, дитячий садок, клуб, дві бібліотеки, міжрайонна протитуберкульозна лікарня на 70 ліжок, дитячий садок, відділення зв'язку, 2 магазини.
У 2017 році в селі встановлено меморіал Щербаківським.

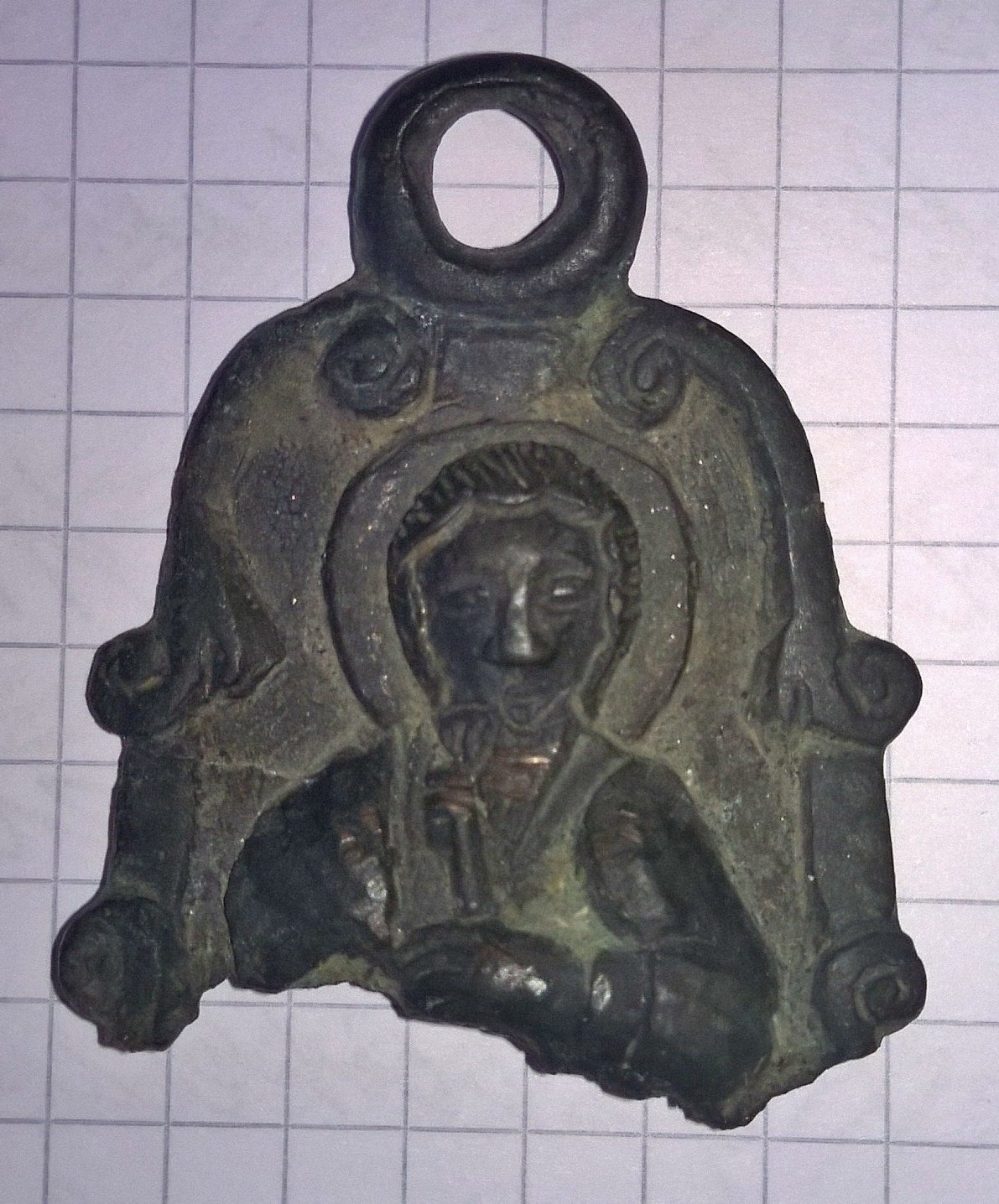
На фрагменті іконки зображений Апостол Петро. Часто зображається з «ключами неба» в руці. Матеріал — оловяниста бронза. Іконографія по ранньому середньовіччю, ХІІ-ХІV століть

Колишній оршан місцевого самоуправління — Шпичинецька сільська рада.

## Населення

### Мова
Розподіл населення за рідною мовою за даними перепису 2001 року:
| Мова       | Кількість | Відсоток |
| ---------- | --------- | -------- |
| українська | 556       | 98.58%   |
| російська  | 8         | 1.42%    |
| Усього     | 564       | 100%     |

## Відомі люди

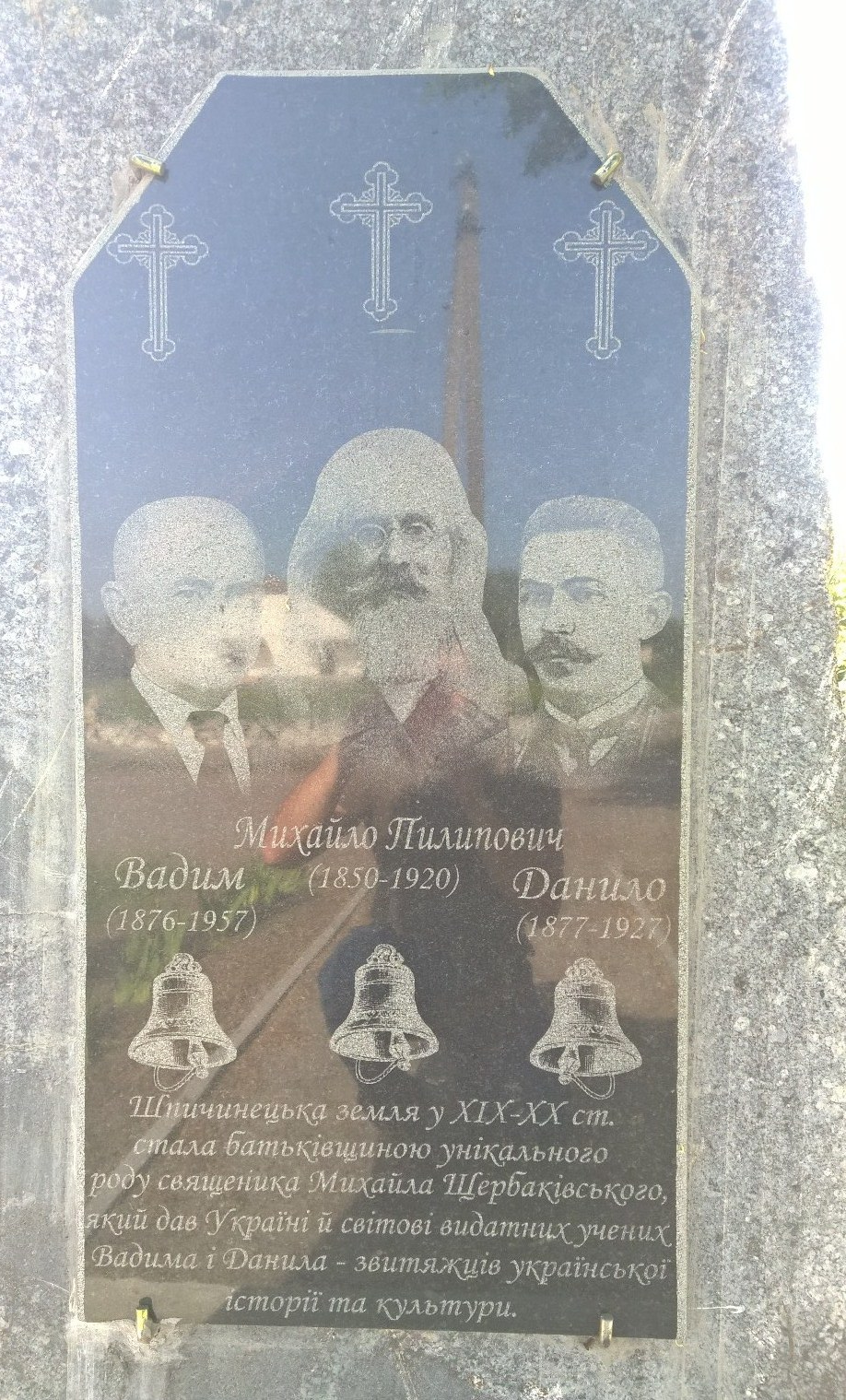
Меморіал Щербаківським

- Заєць Василь Васильович — український письменник, журналіст.
- Щербаківський Вадим Михайлович — український історик, археолог, етнограф, мистецтвознавець.
- Щербаківський Данило Михайлович — український етнограф, археолог, музейний діяч, дослідник українського народного мистецтва (брат Вадима Щербаківського).

## Цікаві факти
На честь Данила Щербаківського у Києві названо вулицю у Шевченківському районі міста.